# BitPim
BitPim é um programa de código aberto desenvolvido para gerenciar conteúdo em dispositivos CDMA. A maioria dos telefones celulares que usam um chipset CDMA, fabricado pela Qualcomm, são suportados. O programa também é multiplataforma, operando nos sistemas operacionais Microsoft Windows, Mac OS X e Linux.
Apesar do BitPim ter seu nome relacionado ao gerenciador de informações pessoais (Personal Information Manager - PIM), seu nome deriva de "bitpym", uma sugestão gerada por um gerador de senha pronunciável, sendo "y" substituído por um "i" simplesmente para eliminar a ambiguidade na pronúncia. Anteriormente, o programa havia sido nomeado "Entrocul" pelo mesmo método.
O BitPim é comparável aos aplicativos Gammu, QPST, Open Sync e Gnokii.

## Recursos
A funcionalidade varia de acordo com o modelo do telefone. Depois que os drivers são instalados no sistema operacional do PC, geralmente as seguintes funções de gerenciamento são suportadas:
- Lista telefônica
- Calendário
- Papeis de parede
- Toques
- Sistema de arquivo
- Mídia
- Memória
- Todo
- Histórico de chamadas
- SMS
- Editor T9

Os dados podem ser importados e exportados entre o telefone e o Microsoft Outlook ou o Google Calendar.

## Implementação
O BitPim é implementado usando a linguagem de programação Python com várias partes em C para acessar o hardware. A interface do usuário é o wxPython, que por sua vez envolve o wxWidgets. Isso dá uma aparência nativa em cada plataforma.
A maior parte da funcionalidade é obtida usando o modo de diagnóstico disponível no Qualcomm Mobile Station Modem (MSM) usado por praticamente todos os fabricantes de telefones CDMA. O modo de diagnóstico fornece acesso direto ao sistema de arquivos incorporado no telefone. O restante da funcionalidade é por meio de protocolos fornecidos pelos fabricantes de celulares, mas estes geralmente cobrem apenas a atualização da lista telefônica.
Como os tamanhos dos campos nos protocolos diferem entre todos os modelos (mesmo do mesmo fabricante de aparelho) e até entre o mesmo modelo oferecido em diferentes operadoras, o BitPim possui descrições de código e campo para cada modelo. Uma grande parte de cada versão aproximadamente mensal está adicionando suporte para novos modelos de telefone.